# Чемпіонат Одеської області з футболу 1981
Чемпіонат Одеської області з футболу 1981 року проходив з 6 травня  по 19 жовтня. У турнірі брало участь 19 колективів. Чемпіоном області вдруге поспіль стала команда «Дзержинець» (Овідіополь), що представляла колгосп ім. Дзержинського. Віцечемпіон — «Шторм» (Одеса), що представляв Одеський автоскладальний завод.
«Дзержинець» здобув і Кубок Одеської области.
Чемпіонат проводили в три етапи. На першому команди боролися за вихід до фінальної частини чемпіонату у двох зонах (північній і південній) у 2-коловому турнірі. Три найкращі команди з кожної зони, а також три найкращі команди за підсумками чемпіонату Одеси 1980 року утворили фінальну групу, що була розділена на три підгрупи, по 3 команди в кожній.
Переможці цих підгруп провели одноколовий турнір за 1-3 місця, другі команди – за 4-6 місця, треті – за 7-9 місця.